# Lubieszcze
Lubieszcze [luˈbjɛʂt͡ʂɛ] es un pueblo ubicado en el distrito administrativo de Gmina Brańsk, dentro del Condado de Bielsk, Voivodato de Podlaquia, en el norte de Polonia oriental. Se encuentra aproximadamente a 6 kilómetros al suroeste de Brańsk, a 29 kilómetros al oeste de Bielsk Podlaski, y a 52 kilómetros al suroeste de la capital regional Białystok.
El pueblo tiene una población aproximada de 210 personas.